# باري سوليفان
باري سوليفان هو لاعب هوكي الجليد كندي، ولد في 21 سبتمبر 1927 في Preston, Ontario ‏ في كندا، وتوفي في 5 يونيو 1989.

## وصلات خارجية
- باري سوليفان على موقع دوري الهوكي الوطني (الإنجليزية)
- باري سوليفان على موقع قاعة مشاهير الهوكي (لاعب أن.إتش.أل) (الإنجليزية)
- باري سوليفان على موقع EliteProspects.com (الإنجليزية)
- باري سوليفان على موقع HockeyDB.com (الإنجليزية)
- باري سوليفان على موقع Hockey-Reference.com (الإنجليزية)